# Mechtras
Mechtras (în arabă مشتراس) este o comună din provincia Tizi Ouzou, Algeria.
Populația comunei este de 12.683 de locuitori (2008).